# アレン・スタック
アレン・マッキンタイア・スタック（英: Allen McIntyre Stack、1928年1月23日 - 1999年9月12日）は、アメリカ合衆国の競泳選手。
1948年のロンドンオリンピック男子100メートル背泳ぎで、金メダルを獲得した。1952年のヘルシンキオリンピックにも同種目で出場したが、4位に終わった。
イェール大学在学中の1947年から1949年まで、同大学の競泳・飛び込みチーム「イェール・ブルドッグス」から全米大学体育協会 (NCAA) の大会に出場した。1949年に大学を卒業後、1951年から1954年までアメリカ海軍に在籍し、1956年にコロンビア大学ロースクールを修了。1998年までハワイ州ホノルルで弁護士を営んだ。
1979年、国際水泳殿堂に競泳選手として殿堂入りした。